# Чайковський потік
Чайковський потік (словац. Čajkovský potok) — річка в Словаччині, права притока Подлужанки, протікає в окрузі Левиці.
Довжина приблизно 13.6-13.8 км. Витік знаходиться в масиві Штявницькі гори (геоморфологічна підодиниця Годрушське підвищення) — схил гори Пресил); на висоті близько 660 метрів.
Протікає територією сіл Чайков і Гронске Косіги. Впадає у Подлужанку на висоті приблизно 162-165 метрів.